# Gemeines Recht
Als Gemeines Recht, lateinisch ius commune, wird heute im deutschsprachigen Raum vor allem das römisch-kanonische Recht des Mittelalters, der Frühen Neuzeit und der Neuzeit bezeichnet, wie es ab dem frühen 12. Jahrhundert europaweit gelehrt wurde. Daneben hatten die eigenständig entwickelten Rechtstraditionen des gemeindeutschen Rechts, entstanden aus Partikularrechten, insbesondere den Einflüssen des sächsischen und des fränkischen Rechts, erhebliche Bedeutung. Als vierte Säule nahm das Naturrecht (in seinen christlich-konfessionellen Ausprägungen und in der des Vernunftrecht) Einfluss auf die europäische Rechtskultur.
Gemeines Recht war im Wesentlichen Recht ohne Gesetzgeber. Der romanistisch geprägte Einfluss auf das Gemeine Recht beruhte vornehmlich auf tradierter Gewohnheit und auf der Praxis einer autonomen Rechtswissenschaft, die sich selbst Deutungshoheit zuschrieb. Gewichtig waren eine herrschende Meinung und der Gerichtsgebrauch. Grundlage waren die Rechtstexte des Corpus iuris civilis in der Form, wie es durch die Glossatoren, die Konsiliatoren, die französischen Humanisten und besonders in Deutschland während der Zeit des usus modernus rezipiert wurde. In der Weise wurde das Fundament für ein kontinentaleuropäisches Zivilrecht geschaffen. Daneben hatten für das Gemeine Recht von Anfang an die autoritativen Rechtsbücher der katholischen Kirche Bedeutung (beispielsweise das Decretum Gratiani), ergänzt um die päpstliche Rechtsgewalt im späteren Corpus Iuris Canonici. Die Gegensätzlichkeit aller Rechtsmassen führte zu einer fruchtbaren Rechtsfortbildung.
Ab Anfang des 19. Jahrhunderts entwickelte sich zunehmend Kritik an der Legitimationsgrundlage des Gemeinen Rechts, denn die schnell sich verändernden Lebensverhältnisse waren in der Fallentscheidung Autoritäten unterworfen, die darauf nicht reagieren konnten und häufig schon lange tot waren. 1806 büßte das Gemeine Recht seine Grundlage mit dem Untergang des Heiligen Römischen Reichs endgültig ein. Es drohte in eine Vielzahl kleinteiliger, allein territorial wirksamer Einzelrechte zu zerfallen. Dies unterstützten die Ende des 18. und Anfang des 19. Jahrhunderts entstandenen westeuropäischen Naturrechtskodifikationen (das prALR im Lichte der schnell folgenden Reformen, der CC und das ABGB) noch, gleichwohl galt Gemeines Recht in Deutschland partikular noch bis zum Inkrafttreten des Bürgerlichen Gesetzbuches am 1. Januar 1900 fort. Politisch war die Ablösung des Gemeinen Rechts disruptiv, denn der Geist der mittelalterlichen Universalkräfte Reich und Kirche wich den aufgeklärten Autoritäten Souveränität und Demokratie.

## Römisches Recht
Eine Grundlage des Gemeinen Rechts war das römische Recht. Das römische Imperium hatte, insbesondere in seiner klassischen Zeit, ein hochentwickeltes Recht hervorgebracht. Vornehmlich überliefert wurde es mit den spätantiken Kodizes Justinian I., der das bis dahin geschaffene Recht zusammentragen und modernisieren ließ, um es im später so genannten Corpus iuris civilis (CIC) zu kompilieren.
Während der Zeit der Völkerwanderung gerieten wesentliche Teile des römischen Rechts in Vergessenheit. Mit dem Auffinden der Littera Florentina, der ältesten Handschrift der Digesten, begann ab dem 12. Jahrhundert eine Aufarbeitung und wissenschaftliche Kommentierung aller wiederentdeckten Handschriften. Von besonderer Bedeutung waren die Arbeiten des Glossators Irnerius daneben die der auf die Glossatoren folgenden Kommentatoren. Jahrhundertelang studierten angehende Juristen in Europa nahezu ausschließlich römisches Recht. Römisches Recht wurde allgemein (= gemein) gelehrt. Die insoweit ausgebildeten Juristen wurden beruflich in den verschiedensten Ämtern tätig, führten das römische Recht somit in die Rechtspraxis ein. Das hatte zur Folge, dass hergebrachtes Gewohnheitsrecht zurück und zunehmend verdrängt wurde. Dieser „Einsickerungsprozess“ des römischen Rechts in die gewohnheitsrechtlichen Gepflogenheiten der einheimischen Bevölkerungen, wird gemeinhin als Rezeption des römischen Rechts festgehalten. Vornehmlich darf er seiner Anspruchshaltung nach als Verwissenschaftlichungsprozess verstanden werden, primär sollte er Bildungsansprüchen genügen.
Eigentümlich am Rezeptionsprozess war, dass fremdes Gedankengut übernommen und assimiliert wurde. Die Frührezeption begann im 12. Jahrhundert im Bereich der kirchlichen Gerichtsbarkeit in der Universität Bologna und erfuhr ihren Höhepunkt im 15. und 16. Jahrhundert. An den französischen und italienischen Universitäten entwickelte sich als juristischer Bezugsrahmen der wissenschaftliche Lehranspruch des mos italicus. In Deutschland spiegelt sich die Entwicklung in der Reichskammergerichtsordnung von 1495. Dort waren die Richter angewiesen, nach „des Reiches gemainen Rechten“ zu richten, wenn einzelne Territorien keine besonderen Rechte aufwiesen. Die Rezeption vollzog sich in ganz Kontinentaleuropa, also auch in territorialer Hinsicht allgemein.
Im 17. und 18. Jahrhundert kristallisierte sich dann eine eigenständige deutsche Gemeinrechtswissenschaft heraus. Einheimische Rechtsliteratur und Gewohnheitsrecht schmolzen in die rezipierten Inhalte des römischen Rechts ein. Das moderne Privatrecht war eine Anwendungsweise des Pandektenrechts geworden, die Lesart war die des usus modernus pandectarum. Dieser leitete sich begrifflich aus den Pandekten (lateinisch: Digesten) her, Bestandteil der justinianischen Gesetzgebung des CIC. Die bereits genannten Glossatoren und nach ihnen die Kommentatoren (überragende, vornehmlich handelsrechtlich ausgerichtete Vertreter waren: Bartolus und Baldus) der früh- und mittelrezeptorischen Phase hatten insoweit den Nährboden und die Grundlagen der Durchdringung und Systematisierung der relevanten Rechtsgebiete bereitet: Abstraktion der Begrifflichkeiten, Definitionen der Rechtsbegriffe und logische Unterscheidbarkeiten.

## Kanonisches Recht
Die zweite Grundlage des Gemeinen Rechtes war das kanonische Recht (= Recht der katholischen Kirche). Die katholische Kirche hatte im Mittelalter und während der frühen Neuzeit eine weitreichende Gerichtsbarkeit. Dazu schuf sie sich ein umfangreiches eigenes Kirchenrecht, das zusammengefasst wurde in der Sammlung des Corpus Iuris Canonici. Einige Teile des kanonischen Rechtes wurden aus dem römischen Recht abgeleitet. Die Hauptrechtsquellen des kanonischen Rechtes waren jedoch die Heilige Schrift, die Schriften der Kirchenväter und päpstliche Dekretale. Dadurch unterschied sich das kanonische Recht in zentralen Punkten vom römischen Recht, ein Beispiel ist der Grundsatz pacta sunt servanda.
Im Laufe der Jahrhunderte entwickelten sich das kanonische und das rezipierte römische Recht auseinander. Dies geschah insbesondere dadurch, dass das kanonische Recht durch Päpste weiterentwickelt wurde und in Gerichten angewandt wurde, während das römische Recht über viele Jahrhunderte oft rein akademischer Natur war. Der Vorteil der kirchlichen Gerichte war zudem, dass ihre Urteile, im Gegensatz zu weltlichen Gerichten im gesamten Alten Reich vollstreckt wurden. Dieses kanonische Recht wurde an allen Universitäten Europas mit einer juristischen Fakultät parallel zum römischen Recht gelehrt. Angehende Juristen konnten entweder kanonisches Recht oder römisches Recht oder beide Rechte studieren. Der Unterricht in beiden Rechtsgebieten erfolgte europaweit, somit allgemein.
Auch heute hat die katholische Kirche noch eine eigenständige Gerichtsbarkeit, jedoch sind ihre Kompetenzen deutlich eingegrenzt und beschränken sich auf kircheninterne Angelegenheiten sowie auf das Verhältnis von Kirchenmitgliedern zur Kirche (zum Beispiel bei der Annullierung einer gescheiterten Ehe, um nach der Scheidung eine kirchliche Wiederverheiratung zu ermöglichen).

## Örtliches Gewohnheitsrecht
Den systematischen Gegenspieler zum allgemein gültigen gemeinen Recht bildete das örtliche Gewohnheitsrecht. Anders als das römische Recht und anders als das kanonische Recht, war es nicht schriftlich niedergelegt. Es entstand durch gelebte Rechtsüberzeugung (longa consuetudo; opinio necessitatis). Die unterschiedlichen und vielen Regionen in Europa unterhielten unterschiedliche und viele Gewohnheitsrechte. Ein einheitliches Gewohnheitsrecht gab es folglich nicht. Erschwerend kam hinzu, dass es je nach Lokalität gebunden, dem gemeinen römischen Recht grundsätzlich vorging. Gemeines Recht galt subsidiär. In der Praxis kehrte sich dies oft um, denn die Geltung des deutschrechtlichen Gewohnheitsrechts musste von demjenigen, der sich darauf berief, bewiesen werden. Unmöglich war das anhand eines schriftlichen Nachweises. Somit erwarb das gemeine römische Recht meist den Vorrang, da es nicht bewiesen werden musste.
Wie bereits dargestellt, wurde das gemeine Recht zunächst wissenschaftlich an den Universitäten gelehrt. Die Kirche wandte das kanonische Recht schon immer an. Im weltlichen Bereich hingegen wurde jahrhundertelang Gewohnheitsrecht angewandt (und nicht das in den Universitäten gelehrte gemeine Recht). Erst in einem Jahrhunderte andauernden Prozess gelang es den studierten Juristen, das gemeine Recht in die Rechtspraxis zu tragen. Ein Meilenstein hierfür war das 1495 geschaffene Reichskammergericht, das damals höchste Gericht im Heiligen Römischen Reich Deutscher Nation. Es hatte seine Urteile grundsätzlich nach gemeinem Recht (dem römisch-kanonischen) zu fällen und bestenfalls in Ausnahmefällen aufgrund der Grundsätze der Rechtsgewohnheit, bei dem Beweismittel von den Prozessparteien vorzubringen waren. Bei diesem Gericht drang das gemeine Recht schleichend in die Rechtspraxis ein. In einigen Teilen Europas, wie Italien und Südfrankreich, geschah dies früher, in anderen wiederum später, so in Deutschland. Länder wie England verweigerten sich einer Rezeption und entwickelten stattdessen einheimisches Recht weiter. Ab etwa dem 16. Jahrhundert hatte das gemeine Recht das Gerichtsprozesswesen Europas im Wesentlichen durchdrungen, abgesehen insoweit vom englischen Common Law.

## Zurückdrängung des Gemeinen Rechts und die großen Naturrechtskodifikationen

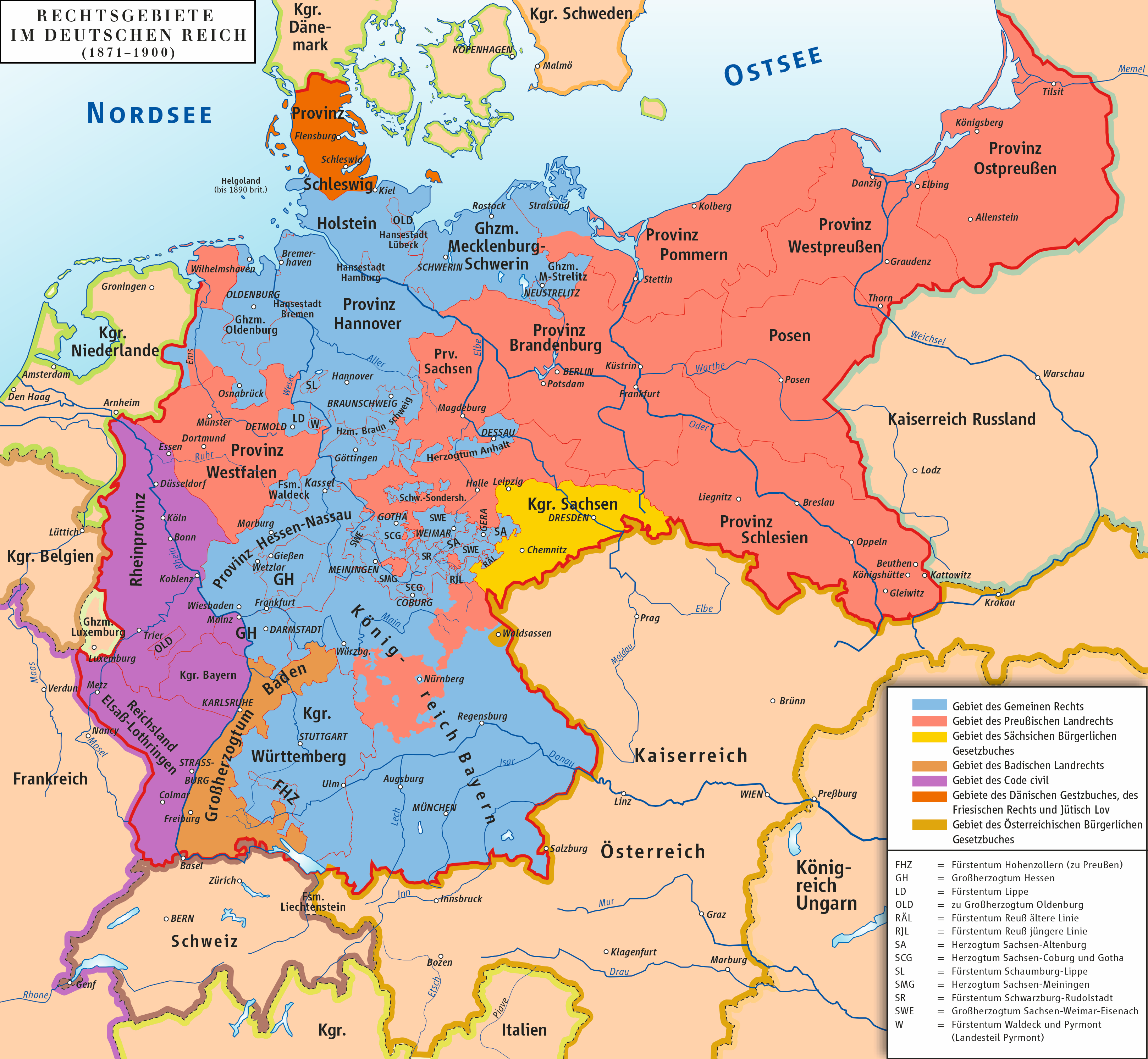
Räumlicher Geltungsbereich des Gemeinen Rechts (blau) im Deutschen Reich zum Ende des 19. Jh.

Ab dem 16. Jahrhundert entstanden Gegentendenzen. Die lokalen Rechtsgewohnheiten wurden wieder verstärkt in den Blick genommen und es wurde versucht sie mit dem gemeinen Recht in Einklang zu bringen. Als die hinterlassenen Arbeiten der (Post-)Glossatoren zum Corpus iuris civilis und dieser selbst der wissenschaftlichen Überarbeitung unterzogen wurden, entwickelten sich unterschiedliche Neigungen. Die Franzosen prägten das ius commune in der ihnen eigenen Weise als römisch-französisches Gemeinrecht, holländisches Gemeinrecht bekam seine eigene Note und auch die anderen Regionen entwickelten Spezifitäten. Eine dominante Stellung nahm das ius romano-germanicum im Rechtssystem ein, das römisch-deutsche Recht. Innerhalb der unterschiedlichen Prägungen herrschte der Grundbestand des gemeinen Rechts vor.
In der Folgezeit zersplitterte das gemeine Recht zusehends, befördert durch den einziehenden Cartesianismus. Vornehmlich während des 18. und 19. Jahrhunderts unterzogen Rechtsgelehrte die bestehenden Regeln einer grundlegenden Revision im Geiste der Aufklärung. Neue Maximen erforderten ein Umdenken. Einen gemeinsamen operativen Nenner fand man im rationalistischen Naturrecht. Die Regelwerke wurden dem Vernunftdenken unterworfen. Erste Repräsentanten des Vernunftrechts waren allen voran Hugo Grotius, Samuel von Pufendorf und Christian Wolff. Sie reflektierten über rechtsphilosophische und rechtssystematische Ansätze und säkularisierten die Grundlagen. Jedoch bedeutete dies keine absolute Abkehr vom christlichen Gottesgedanken. So beschrieb Grotius, dass die Vernunft eine Konsequenz aus Gottes Existenz ist. Ebenso existierten neben diesen vernunftrechtlichen Ansätzen die Entwicklungen der Schule von Salamanca, die insbesondere für die katholischen Gebiete relevant wurden. Insbesondere ihre Ausführungen zum katholischen Naturrecht, dem Völkerrecht und dem Handel beeinflussten das gemeine Recht.
Einen ebenso wirksamen Einfluss übten die Arbeiten der Historischen Rechtsschule aus. Lebhaft wurde die Notwendigkeit der Schaffung positiven Rechts diskutiert. Dies führte dazu, dass einzelne Länder Kodifikationen schufen, die die Besonderheit aufwiesen, dass sie jeweils eine nationale Dimension (ius patrium) ausmachte (Territorialisierung des Rechts). Das supranationale Gemeinschaftsrecht baute noch auf den alten logischen Grundlagen auf („so steht es im CIC!“), zunehmend weniger wurde diese Begründungsstruktur allerdings anerkannt. Gleichwohl wurden die gemeinrechtlichen Grundlagen noch vermittelt, so etwa vom Deutschen Johann Gottlieb Heineccius. An den Universitäten wurde das nationale Recht anfänglich noch widerstrebend gelehrt, was sich allerdings legte.
Parallel zu den Entwicklungen entstanden bedeutende naturrechtliche Gesetzbücher. Sie waren teils mehr, teils weniger vom überkommenen (rezipierten) römischen Recht getragen. Als bedeutendstes Werk wird in der Rechtsgeschichte der französische Code civil aus dem Jahr 1804 hervorgehoben. Der Code wird als modernstes Gesetzbuch der Zeit betrachtet, weil er die revolutionären Gesellschaftsformate verinnerlichte, so insbesondere den wirtschaftlich durchgreifenden Liberalismus. Beachtung fand auch der hohe juristische Abstraktionsgrad bei den Gesetzesformulierungen (in Abkehr zur früheren kasuistischen Methodik). Bereits 1794 war das preußische Landrecht (ALR) entstanden. Sprachlich noch behäbig und restauratorisch geprägt, interpretierte das ständische Landrecht gleichwohl Züge des auflebenden Geistes des aufgeklärten Vernunftrechts. Moderner erwies sich die österreichische Kodifikation des Allgemeinen bürgerlichen Gesetzbuches (ABGB) aus dem Jahr 1811. Als späte Geburt dieser Entwicklung ist noch das deutsche Bürgerliche Gesetzbuch (BGB) zu nennen.
Nachdem das ius commune durch die Bindung an nationale Gesetzbücher als „übernationales Recht“ verloren gegangen („entpositiviert“ worden) war, etablierte sich ab den 1820er Jahren – vornehmlich von Deutschland, Frankreich und Belgien ausgehend – eine neue Disziplin, die vergleichende Rechtswissenschaft. Es galt nunmehr ausländische Rechte zu studieren, der erweiterte Rechtsunterricht wurde zunehmend in die Studienprogramme aufgenommen.
Heute gibt es nur noch wenige Gebiete, wo das gemeine Recht in Geltung ist. Als die letzten Gebiete lassen sich vielleicht Andorra, San Marino und (allerdings mit großen Vorbehalten) die römisch-holländischen Mischrechtsordnungen (vgl. Südafrika, Sri Lanka) nennen. In den Letzten kam das gemeine Recht durch niederländische Entdecker und Kolonialherren nach Südafrika. Später verdrängte Großbritannien die Holländer und setzte teils ihr Common Law in Kraft, das das römisch-holländische Recht (afrik. Romeins-Hollandse reg, engl. Roman-Dutch law) überlagerte und veränderte. Heute besteht in Südafrika ein Mischsystem aus gemeinem Recht und Common Law, wobei das Common Law das gemeine Recht überlagert.
Seit 1979 wird die gemeinsame Tradition des ius commune in Kontinentaleuropa als eine mögliche Grundlage für ein Europäisches Privatrecht diskutiert.

## Abgrenzung zum Common Law
Das Common Law, das Recht des angloamerikanischen Rechtskreises, kann ebenfalls wörtlich als „gemeines Recht“ übersetzt werden, da das englische common auf das altfranzösische/lateinische commune zurückgeht, welchem das deutsche gemein etymologisch und in seiner Bedeutung entspricht. Das Common Law ist jedoch ein separates Rechtssystem, das sich weitgehend unabhängig von dem römisch-kanonisch geprägten gemeinen Recht Kontinentaleuropas entwickelte und nicht mit diesem zu verwechseln ist. Die Bezeichnung „gemeines Recht“ für Common Law ist daher auch eine Fehlübersetzung und ungebräuchlich; stattdessen wird dieses Rechtssystem auch im Deutschen überwiegend als „Common Law“ bezeichnet.